# Dagur Bergþóruson Eggertsson
Dagur Bergþóruson Eggertsson (Oslo, 19 juni 1972) is een IJslands politicus en burgemeester van de IJslandse hoofdstad Reykjavik. Dit ambt vervulde hij tussen 17 oktober 2007 en 21 januari 2008 ook al. Op 28 maart 2009 werd hij gekozen tot vicevoorzitter van de sociaal democratische partij 'Alliantie' dit bleef hij tot 2013.
Dagur is geboren in Oslo en opgeroeid in Reykjavikse wijk Árbæjarskóli. Na zijn middelbare school heeft hij geneeskunde gestudeerd aan de Universiteit van IJsland. Hierna heeft hij mensenrechten en internationaal recht aan de Universiteit van Lund (Zweden) gestudeerd. Ook schreef hij de biografie van de voormalige premier van IJsland Steingrímur Hermannsson, die in drie delen verscheen respectievelijk in: 1998, 1999 en 2000. In mei 2002 werd hij gekozen tot gemeenteraadslid in Reykjavik.
Op 21 januari 2008 werd hij als burgemeester afgezet. Dit gebeurde omdat Ólafur F. Magnússon uit de coalitie stapte en samen met de oppositie een meerderheid vormde. Ólafur werd zelf burgemeester door deze nieuwe samenwerking. Hij werd op 16 juni 2014 opnieuw burgemeester van Reykjavik.
- Gemeinsame Normdatei: 1187162361
- International Standard Name Identifier: 0000 0000 2142 1059
- Library of Congress Control Number: n00100071
- Virtual International Authority File: 50461880